# Ядрена програма на Иран
Ядрената програма на Иран включва няколко изследователски обекта, две уранови мини, изследователски реактор, както и съоръжения за преработка на уран, които притежават три известни за обогатяване на уран площадки.
През 1970 г. Иран ратифицира Договора за неразпространение на ядреното оръжие (ДНЯО), правейки своята ядрена програма обект на потвърждение от Международната агенция за атомна енергия (МААЕ).

## История
Програмата стартира през 1950 г. с помощта на Съединените американски щати като част от атомната програма за мир. Участието на САЩ и правителствата на Западна Европа в ядрената програма на Иран продължава до иранската революция от 1979 г., която сваля шаха на Иран. След 1979 г., повечето от международното ядрено сътрудничество с Иран е прекратено.
През 1981 г., ирански официални лица заключават, че ядреното развитие на страната трябва да продължи. Преговори се провеждат с Франция в края на 1980 г. и с Аржентина в началото на 1990-те години, като се стига до споразумения. През 1990-те Русия формира съвместна изследователска организация с Иран, предоставяйки им руски ядрени експерти и техническа информация.
През 2000 г., когато се разкрива нелегална програма за обогатяване на уран в Иран, се изразяват опасения, че може да бъде предназначена за немирни цели. МААЕ започва разследване през 2003 г., след като иранска дисидентска група разкрива недекларирани ядрени дейности, извършвани от Иран. През 2006 г., поради неспазване от Иран на задълженията си, Съветът за сигурност на ООН поисква от Иран да прекрати своите програми за обогатяване. През 2007 г. американската Национална разузнавателна оценка заявява, че Иран спира предполагаемо активна ядрена програма през есента на 2003 г. През ноември 2011 г. МААЕ съобщава достоверни доказателства, че Иран провежда експерименти, насочени към разработването на ядрена бомба до 2003 г., и че научните изследвания може да продължават в по-малък мащаб, след това време.
Първата атомна електроцентрала на Иран, Бушер, е завършена с голяма помощ от руската правителствена агенция „Росатом“ и официално открита на 12 септември 2011 г. Руският инженеринг изпълнител „Атоменергопром“ заявява, че АЕЦ Бушер ще достигне пълния си капацитет до края на 2012 г. Иран също обявява, че се работи по нова 360 MW ядрена централа, планирана да бъде в Дарковейн, и че тя ще се стреми към средните ядрени електроцентрали и уранови мини в бъдеще.
Към 2015 г., ядрената програма на Иран струва $100 милиарда в загубени приходи от петрола, и от преките чуждестранни инвестиции поради международни санкции (500 милиарда щатски долара, включително други разходи).